# غريغوري س. كولمان
غريغوري س. كولمان (بالإنجليزية: Gregory C. Coleman)‏ هو طبال أمريكي، ولد في 1 سبتمبر 1944، وتوفي في 1 سبتمبر 2006.

## وصلات خارجية
- غريغوري س. كولمان على موقع ميوزك برينز (الإنجليزية)
- غريغوري س. كولمان على موقع ديسكوغز (الإنجليزية)